# Saki (manga)
Saki (咲-Saki-?) es un manga japonés escrito e ilustrado por Ritz Kobayashi. La historia trata sobre Saki Miyanaga, una estudiante que cursa el primer año de preparatoria quién está envuelta en el mundo competitivo de mahjong gracias a otra estudiante llamada Nodoka Haramura. El manga ha sido serializado por Young Gangan de Square Enix desde el 3 de febrero de 2006 y está licenciado al inglés por Yen Press. Una adaptación al anime, que consta de 25 episodios, fue producido por Gonzo y transmitido entre abril y septiembre de 2009 por TV Tokyo.
Un manga spin-off, ilustrado por Aguri Igarashi, llamado "Saki Achiga-hen episode of side-A" (咲-Saki- 阿知賀編 episode of side-A), fue serializado entre septiembre de 2011 y abril de 2013 por Monthly Shōnen Gangan, con una adaptación al anime por Studio Gokumi transmitido entre abril y julio de 2012, con cuatro episodios adicionales transmitidos entre diciembre de 2012 y mayo de 2013. Una tercera serie de anime, Saki: The Nationals (咲-Saki-全国編 Saki: Zenkoku-hen), también de Studio Gokumi, se emitió entre enero y abril de 2014. Una serie derivada de Saki, Side story of -Saki-: Shinohayu the Dawn of Age, fue seriaizada en Big Gangan a partir de septiembre de 2013. En junio de 2011, un spin-off escrito por Saya Kiyoshi llamado Saki Biyori, fue publicado en Young Gangan hasta marzo de 2018, con un total de 7 volúmenes; teniendo una adaptación al OVA el 25 de julio de 2015. Otro manga spin-off ilustrado por Meki Meki, Toki, comenzó la serialización en Big Gangan desde junio de 2016. Una serie de televisión de acción real fue transmitida entre diciembre de 2016 y enero de 2017, y una película fue lanzada en Japón en febrero de 2017.

## Argumento
Saki Miyanaga, una estudiante de primer año de preparatoria, no le gusta el mahjong porque su familia siempre la forzaban a jugar y castigarla independientemente del resultado del juego. Debido a esto, ella aprendió a mantener su puntaje en cero, sin ganar ni perder, una habilidad que se dice que es más difícil que ganar de manera consistente. Sin embargo, su amigo, completamente ajeno a tales circunstancias, la convence de visitar el pequeño club de mahjong de la escuela al ingresar al Instituto Kiyosumi. Después de que el club descubre su habilidad, la reclutan permanentemente y la convencen de que gane en lugar de siempre sacar cero puntos. Ella lo hace fácilmente con su habilidad y descubre un nuevo amor por el mahjong, junto con una amistad con su compañera del club, Nodoka Haramura. Esto lleva al equipo a ingresar en el torneo de mahjong de la prefectura con el objetivo de llegar a la competencia nacional.
El manga Spin-Off, Saki: Achiga-hen episode of Side-A se basa en el área alrededor de Yoshino, Nara, y sigue a una chica llamada Shizuno Takakamo, una vieja amiga de Nodoka, que solía estar en el club mahjong de la Academia Femenina Achiga. Unos años después de que el club se disolvió y las dos se separaron, Shizuno ve a Nodoka en televisión mientras hace su paso adelante en el mahjong. Queriendo ver a su vieja amiga de nuevo, Shizuno decide revivir el Club de Mahjong de Achiga para que pueda enfrentar a Nodoka en los campeonatos nacionales inter-escolares. El spin-off, Shinohayu the Dawn of Age, muestra la infancia de varios jugadores profesionales de mahjong de la serie, centrándose en una niña llamada Shino Shiratsuki que ingresa al competitivo mundo del mahjong para buscar a su madre que desapareció un día.

## Contenido de la obra

### Manga
Escrito e ilustrado por Ritz Kobayashi, Saki se serializa en la revista bisemanal de manga seinen de Square Enix, Young Gangan. La serialización comenzó el 3 de febrero de 2006 y todavía está en curso. Square Enix también está recopilando los capítulos en volúmenes tankōbon. El primer volumen fue lanzado el 25 de diciembre de 2006 y, desde el 24 de diciembre de 2016, se han lanzado 20 volúmenes. Yen Press ha otorgado la licencia de la serie en inglés para su lanzamiento digital. A partir del 29 de agosto de 2017, se han publicado 17 volúmenes.
Un Spin-off escrito por Saya Kiyoshi, Saki Biyori (咲 日), fue serializado en Young Gangan entre el 17 de junio de 2011 y el 17 de agosto de 2012. También fue serializado en Big Gangan entre el 25 de octubre de 2011 y el 24 de marzo de 2018. El primer volumen fue lanzado el 24 de marzo de 2012; siete volúmenes se han lanzado el 24 de marzo de 2018. Una serie de manga spin-off escrito por Kobayashi e ilustrado por Aguri Igarashi, Saki Achiga-hen episode of Side-A (咲 Saki 阿知賀編 episode of Side-A) fue serializado en la revista Big Gangan de Square Enix entre septiembre de 2011 y abril de 2013, regresando posteriormente a su publicación el 25 de marso de 2020. La serie está compilada en seis volúmenes lanzados entre el 24 de marzo de 2012 y el 24 de agosto de 2013. Otro manga spin-off titulado Side Story of Saki: Shinohayu the Dawn of Age comenzó la serialización en Big Gangan desde el 25 de septiembre de 2013. Un spin-off de Achiga-hen ilustrado por Meki Meki, Toki (怜-Toki), comenzó la serialización en Big Gangan desde el 25 de junio de 2016. Una serie parodia titulada Ritz (立 Ritsu), que detallan la historia de ficción detrás de la serialización de Saki ha sido escrito e ilustrado por Hideki Owada y publicado en Young Gangan llegando a publicarse 1 volumen compilatorio. Otro spin-off titulado Saki-re: King's Tile Draw ilustrado por Sakurako Gokurakuin comenzó su serialización el 25 de marzo de 2020 cuya historia vuelve a contar la del manga principal pero esta vez con las protagonistas como hombres.

### Anime
Una adaptación de anime de Saki fue anunciada en el número 24 de Young Gangan. La serie fue adaptada por Gonzo, dirigida por Manabu Ono, y escrita por Tatsuhiko Urahata. Desde el episodio quince en adelante, la producción de animación fue realizada por Picture Magic. El 31 de enero de 2009, un video promocional de 105 segundos comenzó a transmitirse en el sitio web oficial del anime. La serie se transmitió en TV Tokyo y sus estaciones afiliadas entre el 6 de abril y el 28 de septiembre de 2009.
Una adaptación al anime de 12 episodios de Saki: Achiga-hen se emitió en Japón entre el 9 de abril y el 2 de julio de 2012. Ono y Urahata regresan como director y la producción de guion y animación es realizada por Studio Gokumi. Cuatro episodios adicionales se transmitieron en AT-X entre el 24 de diciembre de 2012 y el 25 de mayo de 2013. Se incluyó un anime corto con una caja de Blu-ray lanzada el 18 de marzo de 2015. Una tercera serie de anime de Saki, titulada Saki: The Nationals (咲-Saki-全国編 Saki: Zenkoku-hen), se emitió 13 episodios entre el 5 de enero y el 6 de abril de 2014. Ono y Urahata vuelven nuevamente como director y escritor bajo Studio Gokumi. Cada una de las series es simulada por Crunchyroll. Una animación de video original de Saki Biyori, también animada por Studio Gokumi, se incluyó en el 14 ° volumen de manga de Saki el 25 de julio de 2015.

### Música
Saki usa cinco piezas de música temática, dos temas de apertura y tres temas finales. Saki: Achiga-hen episodio de side-A usa cuatro piezas de música temática, dos temas de apertura y dos temas finales. Saki: The Nationals actualmente usa un tema de apertura y dos temas de finalización, uno de los cuales tiene variaciones con diferentes artistas.
Temas de apertura
1. "Glossy:MMM" por Miyuki Hashimoto (Saki, episodios 2-14, Tema de Salida en los episodios 1, 25; The Nationals episodio 13)
2. "Bloooomin'" por Little Non (Saki, episodios 15-25)
3. "Miracle Rush" por StylipS (Saki: Achiga-hen, episodios 2-12, Tema de Salida en los episodios 1, 16)
4. "TSU・BA・SA" por StylipS (Saki: Achiga-hen, episodios 13-15)
5. "New Sparks!" por Miyuki Hashimoto (Saki: The Nationals, episodios 2-13, Tema de Salida en el episodio 1)
6. "Dramatic Cycle" (ドラマティック＊サイクル Doramatikku Saikuru) por StylipS (Saki Biyori)

Temas de cierre
1. "Netsuretsu Kangei Wonderland" (熱烈歓迎わんだーらんど Enthusiastic Welcome Wonderland) por Kana Ueda, Ami Koshimizu, Rie Kugimiya, Ryōko Shiraishi, y Shizuka Itō (Saki, episodios 2-6, 8-9, 11-14)
2. "Zankoku na Negai no Naka de" (残酷な願いの中で Inside a Cruel Wish) por Kana Ueda y Ami Koshimizu (Saki, episodios 7, 10, 16, 18, 22)
3. "Shikakui Uchū de Matteru yo" (四角い宇宙で待ってるよ Waiting For You in the World of Rectangles) por Kana Ueda, Ami Koshimizu, Rie Kugimiya, Ryōko Shiraishi, y Shizuka Itō (Saki, episodios 15, 17, 19-21, 23-24)
4. "Square Panic Serenade" compuesto por Aoi Yūki, Nao Tōyama, Kana Hanazawa, Mako y Yumi Uchiyama (Saki: Achiga-hen, episodios 2, 5-7, 12)
5. "Futuristic Player" por Miyuki Hashimoto (Saki: Achiga-hen, episodios 3, 4, 8-11, 14-15)
6. "True Gate" por Miyuki Hashimoto (Saki: The Nationals, episodios 2, 7, 9)
7. "Kono Te ga Kiseki o Eranderu " (この手が奇跡を選んでる This Hand Will Draw a Miracle)
8. "Miyamori Girls High School ver." (宮守女子高校 ver. Miyamori Joshi Kōkō ver.) por Juri Nagatsuma, Mariko Mizuno, Moe Toyota, Rina Satou, y Maaya Uchida (Saki: The Nationals, episodioa 3, 8)
9. "Eisui Girls High School ver." (永水女子高校 ver. Eisui Joshi Kōkō ver.) por Saori Hayami, Chinatsu Akasaki, Kaori Mizuhashi, Ayumi Tsuji, y Sayaka Ohara (Saki: The Nationals, episodes 4, 6, 10)
10. "Himematsu High School ver." (姫松高校 ver Himematsu Kōkō ver.) por Arisa Date, Haruka Yoshimura, Satsumi Matsuda, Mariko Nakatsu, y Minako Kotobuki (Saki: The Nationals, episodios 5, 12)
11. "Koromo Biyori" (ころもびより Koromo Days) por Kaori Fukuhara, Minori Chihara, Ai Shimizu, Ayuru Ōhashi, y Yuko Kaida (Saki Biyori, episodio 1)

Para el juego PSP, los respectivos temas de apertura y final son "Kimi ga Waratte Kureta kara, Kyō mo Yume no Tane o Makō (Kimi Tane)" (君が笑ってくれたから、今日も夢の種を蒔こう。-キミたね-, lit. "Porque me haces reír, las semillas de los sueños también florecerán hoy") y "Bakuhatsu Shido Revolución" (Bakuhatsu Shidō Reboryūshon, lit. "Explotación de la revolución emergente"), ambas realizadas por Little Non. Para el juego PSP de Achiga-hen, el tema de apertura es "Moment of Glory" de Miyuki Hashimoto.

### Serie de televisión
Una serie de televisión de cuatro episodios comenzó a transmitirse en Japón el 4 de diciembre de 2016, y una película se estrenó en Japón el 3 de febrero de 2017.

### Videojuego
Un videojuego de mahjong fue presentado en la Tokyo International Anime Fair 2009, y luego lanzado el 22 de abril de 2009. Gonzo colaboró con Sega en el desarrollo del videojuego arcade mahjong basado en la serie, y está basado en la red MJ4 Ver.C. mahjong game. El juego incluye Saki Single Mode, donde el jugador puede jugar con personajes Saki en lugar de coincidir con oponentes en línea. Otro videojuego de mahjong fue desarrollado por Alchemist para PlayStation Portable, y fue lanzado en marzo de 2010 en Japón bajo el nombre de Saki Portable. Una secuela, Saki Achiga-hen episode of Side-A Portable, se lanzó el 29 de agosto de 2013. Otra secuela, Saki Zenkoku-hen, fue lanzada por Kaga Create el 17 de septiembre de 2015 para PlayStation Vita. El 22 de diciembre de 2016, Entergram volvió a lanzar el juego como Saki Zenkoku-hen Plus, con la última actualización incorporada.